# Pseudanthias bicolor
Pseudanthias bicolor es una especie de peces de la familia Serranidae en el orden de los Perciformes.

## Morfología
• Los machos pueden llegar alcanzar los 13 cm de longitud total.

## Hábitat
Es un pez  de mar de clima tropical y asociado a los  arrecifes de coral que vive entre 5-68 m de profundidad.

## Distribución geográfica
Se encuentra desde Mauricio hasta las Hawaii, las Islas de la Línea, las Islas Ryukyu, las Islas de la Lealtad, las Islas Marshall e Islas Carolinas.